# Oiticicaöl

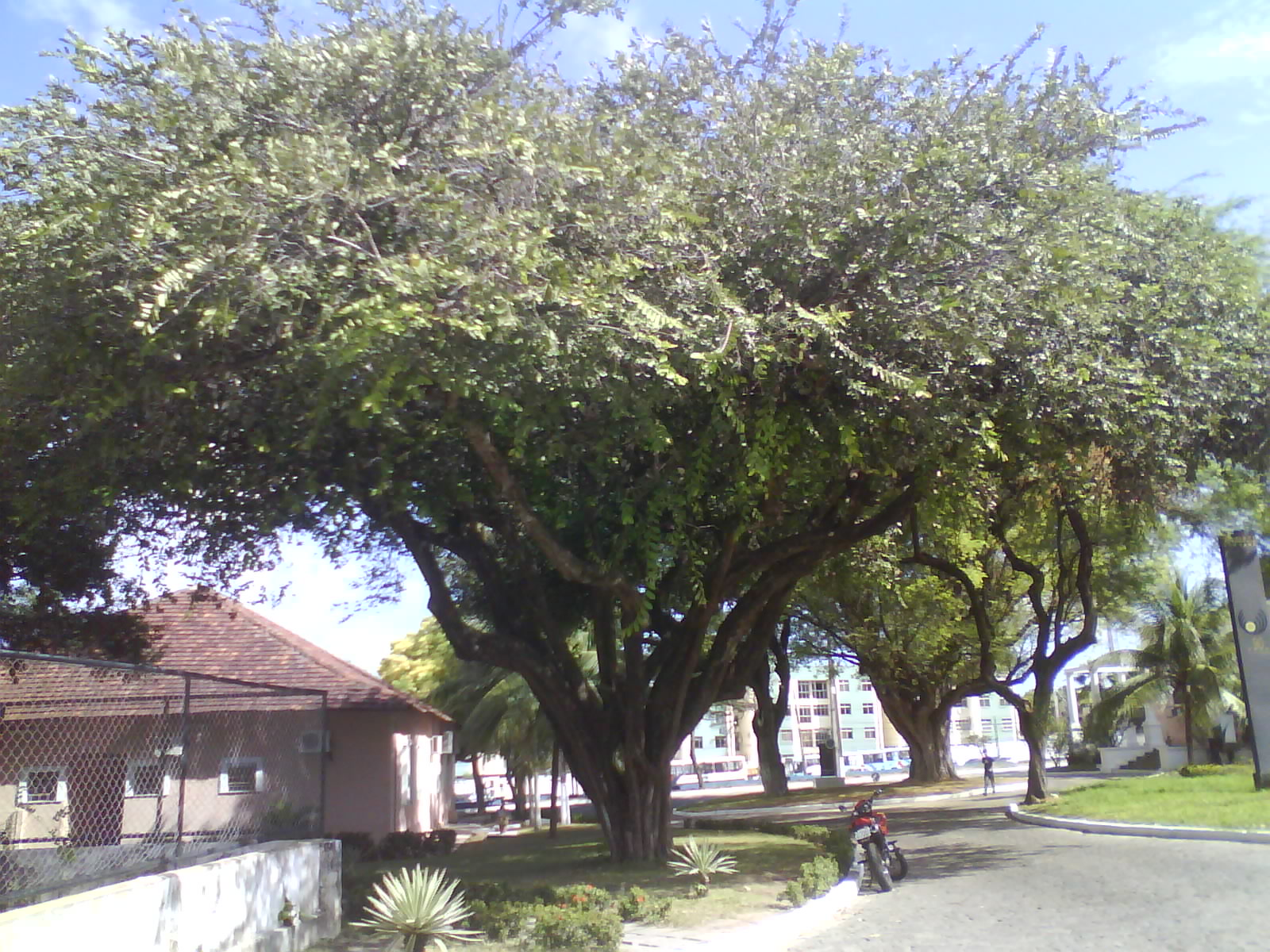
Oiticicabaum

Oiticiaöl ist ein Pflanzenöl das aus den Samen der Licania rigida, einem südamerikanischen Baum aus der Familie der Goldpflaumengewächse aus der Gattung Licania, gewonnen wird. Verwandt damit ist das Cacahuanancheöl (Mexikanisches Oiticiaöl) aus der Licania arborea. Es hat ähnliche Eigenschaften wie das Tungöl, es zählt zu den halb-trocknenden Ölen.
Die Triglyceride des Öls sind hauptsächlich aus Estern mit der Couepinsäure (α-Licansäure), einer verzweigtkettigen und dreifach ungesättigten keto-Fettsäure (Ketosäure) zusammengesetzt. Das Öl ist auch mit einer Dichte von ca. 0,97 kg/l sehr schwer, es ist wohl eines der schwersten Öle, das Isanoöl (Bolekoöl) ist noch schwerer. Es verhält sich im Bezug auf die Gelatinisierung ähnlich wie das Tungöl. Bei Raumtemperatur ist es gelblich und schmalzig, nach einiger Zeit kristallisiert es und wird weißlich, talgartig. Nach kurzzeitiger Erhitzung wird es permanent flüssig, in dieser Form ist es auch als „Cicoil“ bekannt.
Das Oiticiaöl wird für Lacke, Firnis, Tinten und zur Herstellung von Linoleum und Faktis verwendet. Auch kann es zur Holzbehandlung genutzt werden.